# Роберт Менасе
Роберт Менасе (на немски: Robert Menasse) е австрийски писател и преводач, автор на романи, разкази есета и пиеси.

## Биография

### Житейски път
Роден е на 21 юни 1954 г. във Виена. Висшето си образование получава във Виена, Залцбург и Месина, изучавайки германистика, философия и политология.
В периода от 1981 до 1988 г. Менасе е младши преподавател в Института за теория на литературата към Университета на Сао Пауло, Бразилия. Продължава да работи като публицист, журналист и преводач на свободна практика. Превежда романи от португалски на немски език.
След завръщането си в Европа от Бразилия, Менасе живее в Берлин, Виена и Амстердам, като най-трайно се установява във Виена.
Роберт Манесе е полубрат на писателката Ева Менасе.

### Творчески път
През 1980 г. завършва докторската си дисертация на тема „Der Typus des Außenseiters im Literaturbetrieb. Am Beispiel Hermann Schürrer“.
Първият му роман Sinnliche Gewissheit, публикуван през 1988 г., е полуавтобиографичен разказ за австрийци, живеещи в изгнание в Бразилия.
Списание Literatur und Kritik публикува за първи път поемата му „Kopfwehmut“ през 1989 г., а по-късно и романите му Selige Zeiten, rüchige Welt, Schubumkehr и Die Vertreibung aus der Hölle (2001). През 1990 г. Роберт Менасе става първият писател, на когото е присъдена наградата „Хаймито фон Додерер“.
Езикът на Менасе е ироничен и на моменти едва доловимо саркастичен. Повтарящи се теми в романите му са самотата и отчуждението в междучовешките отношения, като резултатота социалните обстоятелства. Менасе има еврейски корени и често критикува латентните форми на антисемитизъм, все още широко разпространени в немскоезичния свят.
Автор е на есета върху австрийската идентичност и история. Пише и за бъдещето на Европа и на Европейския съюз, критикувайки тенденциите за ренационализация и движенията срещу европейската интеграция – реакция на икономическата криза от 2007 – 2008 г. и нейните последици: („Der europäische Landbote“, 2012).
Творби на Манесе са преведени на баски, български, английски, френски, гръцки, хинди, италиански, хърватски, литовски, нидерландски, норвежки, полски, португалски, руски, сръбски, словенски, испански, чешки и унгарски.

## Награди (подбор)
- „Награда Хаймито фон Додерер“ (1990)
- „Марбургска литературна награда“ (1994)
- „Австрийска държавна награда за литература“ (1994)
- „Награда Хуго Бал“ на град Пирмазенс (1996)
- „Австрийска държавна награда за културна публицистика“ (1998)
- „Награда Гримелсхаузен“ (1999)
- „Награда Йозеф Брайтбах“ (2002)
- „Награда Фридрих Хьолдерлин на град Бад Хомбург“ (2002)
- „Награда Лион Фойхтвангер“ (2002)
- „Награда Мари Луизе Кашниц“ на Евангелистката академия в Туцинг (2002)
- „Награда Ерих Фрид“ (2003)
- „Австрийска награда за художествена литература“ (2012)
- „Награда Хайнрих Ман“ (2013)
- „Награда Макс Фриш“ на град Цюрих (2014)
- „Немска награда за книга“ (2017) (номинация)
- „Награда Валтер Хазенклевер“ (2018)
- Награда за европейска книга (Prix du livre européen) (2013)

## За Роберт Менасе
- Dieter Stolz (Hrsg.): Die Welt scheint unverbesserlich. Zu Robert Menasses „Trilogie der Entgeisterung“, 1997
- Joanna Drynda: Schöner Schein, unklares Sein. Poetik der Österreichkritik im Werk von Gerhard Roth, Robert Menasse und Josef Haslinger, 2003 (Zugleich Dissertation an der Universität Poznań, 2002).
- Verena Holler: Felder der Literatur: Eine literatursoziologische Studie am Beispiel von Robert Menasse, 2003
- Kurt Bartsch, Verena Holler (Hrsg.): Robert Menasse, 2004
- Kathrin Krause: Robert Menasses „Trilogie der Entgeisterung“. Ein Beitrag zur Theorie des Romans, 2005 (Zugleich Dissertation an der Uni Wuppertal, 2004)
- Jürgen Jacobs: Zwischenbilanzen des Lebens. Zu einem Grundmuster des Bildungsromans, 2005
- Eva Schörkhuber (Hrsg.): Was einmal wirklich war. Zum Werk von Robert Menasse, 2007
- Aneta Jachimowicz: Das schwierige Ganze. Postmoderne und die „Trilogie der Entgeisterung“ von Robert Menasse, 2007
- Matthias Beilein: 86 und die Folgen. Robert Schindel, Robert Menasse und Doron Rabinovici im literarischen Feld Österreichs, 2008
- Hans-Dieter Schütt: Die Erde ist der fernste Stern. Gespräche mit Robert Menasse, 2008
- Antje Büssgen: „Europa nach den Nationen? Das Europäische Projekt im Zeitalter von Postdemokratie und Globalisierung. Zu Robert Menasse Analyse der europäischen Integration in seinem Essay „Der europäische Landbote“, 2015
- Martin Meyer: Utopie als Freiheit als Kritik – Laudatio auf Robert Menasse anlässlich der Übergabe des Max-Frisch-Preises im Zürcher Schauspielhaus vom 11. Mai 2014. In: Neue Zürcher Zeitung, Nr. 108, 12. Mai 2014. S. 33.
- Steven Erlanger: „Brussels, E.U. Capital, Gets a Novel, Both Tart and Empathic“. In: The New York Times, 14 януари 2018.
- Eva Menasse: Am Beispiel meines Bruders, in: Süddeutsche Zeitung, 9. Januar 2019, S. 9